# Ichthyscopus fasciatus
Ichthyscopus fasciatus és una espècie de peix pertanyent a la família dels uranoscòpids.

## Descripció
- Pot arribar a fer 25 cm de llargària màxima.
- 0-4 espines i 16-20 radis tous a l'aleta dorsal i 15-19 radis tous a l'anal.
- Presenta 5 bandes transversals fosques.[5][6]

## Hàbitat
És un peix marí, demersal i de clima tropical.

## Distribució geogràfica
Es troba al Pacífic occidental central: el nord-oest d'Austràlia i Papua Nova Guinea.

## Observacions
És inofensiu per als humans.